# SNCASO SO-1100 Ariel
Lo SNCASO SO-1100 Ariel fu un elicottero leggero biposto realizzato dall'azienda francese Société nationale des constructions aéronautiques du sud-ouest (SNACSO) negli anni quaranta e rimasto allo stadio di prototipo.
Caratterizzato dall'adozione di un rotore tripala messo in movimento sfruttando la tecnologia "tip jet", che invece di trasmettere la potenza del motore al rotore principale tramite alberi di trasmissione e gruppi di riduzione, utilizza la reazione all'aria compressa emessa da ugelli posti alla fine di ogni pala. Il progetto venne inizialmente definito autogiro a decollo verticale, pur possedendo le caratteristiche di controllo e le prestazioni di un elicottero propriamente detto.

## Storia
Al termine della seconda guerra mondiale la SNCASO, nota anche come Sud-ouest, decise di creare una sezione dedicata alla sperimentazione e sviluppo delle aerodine ad ala rotante, alla quale venne assegnata la direzione di Paul Morain. L'azienda francese poteva contare sull'esperienza di alcuni ingegneri provenienti dalla tedesca Focke-Achgelis, che lavorava ai primi elicotteri sin dagli anni trenta, e sul possesso di alcune parti meccaniche relative ai loro progetti.

### Sviluppo
Morain diresse la progettazione di un'aerodina composita sperimentale di costruzione interamente metallica, a quel tempo definita autogiro a decollo verticale, dotata di una cabina di pilotaggio chiusa a due posti affiancati e che utilizzava una nuova tecnologia conosciuta come tip jet. Il SO-1100 Ariel, questa la designazione ufficiale del modello, era equipaggiato con un motore Mathis G7, un radiale a 9 cilindri, che provvedeva all'alimentazione di un compressore Turbomeca il quale aveva il compito di produrre aria compressa a bassa pressione in grado di mettere in movimento il rotore da 9,75 m di diametro. Questa tecnologia permetteva, pur dovendo realizzare un rotore dotato di canalizzazioni interne, una minore complessità generale in quanto non era necessario dotare il modello di un rotore di coda al contrario di quanto accade negli elicotteri con un rotore principale convenzionale, che a causa della legge di conservazione del momento angolare, crea una coppia che porterebbe a un rotazione nel senso contrario della fusoliera per reazione. Il modello terminava posteriormente in una tozza trave di coda, che incorporava un impennaggio cruciforme dotato di una coppia di elementi verticali equilibratori, ed era dotato di un carrello d'atterraggio triciclo anteriore.
Il modello venne presentato al pubblico in mostra statica al Salone internazionale dell'aeronautica di Parigi-Le Bourget del novembre 1946 suscitando curiosità negli addetti ai lavori.
In questa configurazione, dopo una numerosa serie di prove di volo vincolate, l'Ariel, ai comandi del pilota collaudatore Claude Dellys, si staccò da terra, nel suo primo "volo libero" il 7 marzo 1949. Durante la prova di volo tuttavia Dellys riferì che il controllo dell'imbardata risultava difficoltoso, che la carburazione del motore era difficile da regolare e che questo comportava un eccessivo consumo di combustibile a discapito dell'autonomia del modello.
Per cercare di eliminare questi inconvenienti vennero avviate una serie di importanti modifiche alla struttura dell'SO-1100 Ariel. La trave di coda venne allungata e l'impennaggio riprogettato, mentre per l'impianto motore si dovette ricorrere ad un'unità in grado di fornire una maggiore potenza con un'erogazione più facilmente gestibile. Questa serie di migliorie e modifiche portarono, tra il 1948 e l'estate del 1949, alla risoluzione dei problemi di gioventù garantendo al modello una buona manovrabilità ed eccellenti caratteristiche di stabilità, oltre all'assenza quasi assoluta di vibrazioni. L'esperienza acquisita portò allo sviluppo di un secondo modello evoluto, il SO-1110 Ariel II.